# Rue Antoine-Dubois
La rue Antoine-Dubois est une voie située dans le quartier de l'Odéon du 6e arrondissement de Paris.

## Situation et accès
Située dans le quartier de l'Odéon, la rue Antoine-Dubois, qui débute au 23, rue de l'École-de-Médecine et se termine au 21, rue Monsieur-le-Prince, n'est pas ouverte à la circulation automobile et se termine par un escalier menant à la rue Monsieur-le-Prince.
Elle est desservie par les lignes 4 et 10 à la station Odéon.

## Origine du nom
Elle rend hommage au chirurgien Antoine Dubois (1756-1837), qui exerça à la faculté de médecine de Paris que la rue longe (anciens bâtiments de l'école pratique de la faculté).

## Historique

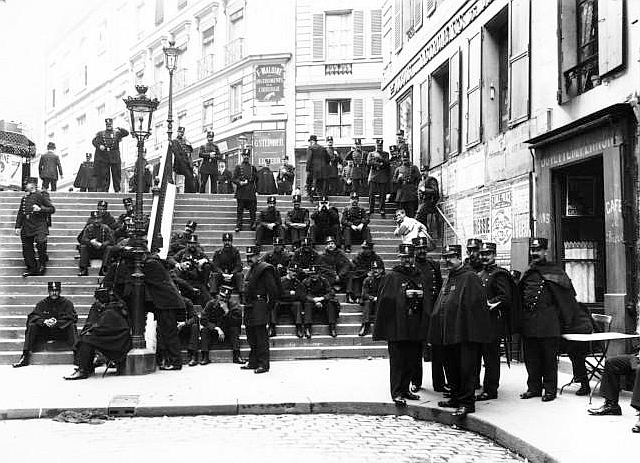
La rue lors d'une manifestation en 1910.

Le 19 août 1672, un arrêt du conseil du roi ordonne l'ouverture d'une place devant l'église du couvent des Cordeliers et d'une rue reliant la rue des Fossés (actuelle rue Monsieur-le-Prince) et la rue des Cordeliers (actuelle rue de l'École-de-Médecine) à partir de cette place. Cette rue est nommée « rue de l'Observance ». Durant la Révolution française, elle prend le nom de « rue de Marseille » puis de « place de l'Ami-du-Peuple », du 25 juillet 1793 au 9 thermidor an II (27 juillet 1794), en raison du surnom de Marat qui fut assassiné à proximité.
La rue reprend son ancienne dénomination « rue de l'Observance » (1794-1851) avant de prendre son nom actuel en 1851.

## Bâtiments remarquables et lieux de mémoire
- La rue fut créée à travers le fossé de l'enceinte de Philippe Auguste. La forte dénivellation, entre la rue de l'École-de-Médecine et  la rue Monsieur-le-Prince, marquée par un escalier de vingt marches, témoigne de la contrescarpe du fossé de l’enceinte[4].

Côté impair : 
- Emplacement de l'ancien « hôpital des Cliniques » bâti de 1833 à 1834 d'après les plans de l'architecte Alphonse de Gisors (dans ce qui était encore la « rue de l'Observance ») et démoli en 1878. Sur les trois cliniques qui y étaient initialement regroupées, seule la « clinique d'Accouchement » était encore en service dans cette rue, entre-temps rebaptisée rue Antoine-Dubois, lorsque l'évacuation du bâtiment devint effective, à la fin de l'année 1877. Le bâtiment fut déblayé au début de l'année suivante pour faire place au chantier de l'« École pratique de la Faculté de médecine » (voir : 21, rue de l'École-de-Médecine). La nouvelle « clinique d'Accouchement », inaugurée en 1881 dans la rue d'Assas prit en 1897 le nom de « clinique Tarnier » en hommage au professeur Stéphane Tarnier (1828-1897).

Côté pair :
- La rue longe les bâtiments de l'ancien couvent des Cordeliers devenu partie de la faculté de médecine de Paris au XIXe siècle et actuellement centre de recherche biomédical de l'université Paris 6.
- No 2 : ancien siège historique des éditions Octave Doin.
- Nos 4 et 6 : restes du collège des Cordeliers fondé au XIIIe siècle ; supprimé à la Révolution ; il s'étendait jusqu'à la rue Dupuytren. Par la suite, le no 4 a appartenu à l'Assistance publique et le no 6 a été habité par l'économiste et homme politique, le baron Dunoyer[5].
- Au no 6, dans les années 1960-1980, se trouvait l'agence de l'architecte Jean-Marie Brasilier. Sa fille l'accuse d'y avoir abusé d'elle et de son frère alors qu'ils étaient enfants. Faisant le lien en 2024 avec une autre affaire pédocriminelle de l'époque constituée d'un réseau connexe opérant rue du Bac, elle raconte avoir vu au 6 rue Antoine-Dubois « à plusieurs reprises Claude Imbert et Michel Tournier »[6].
- Une statue représentant Alfred Vulpian, située au bas des escaliers.

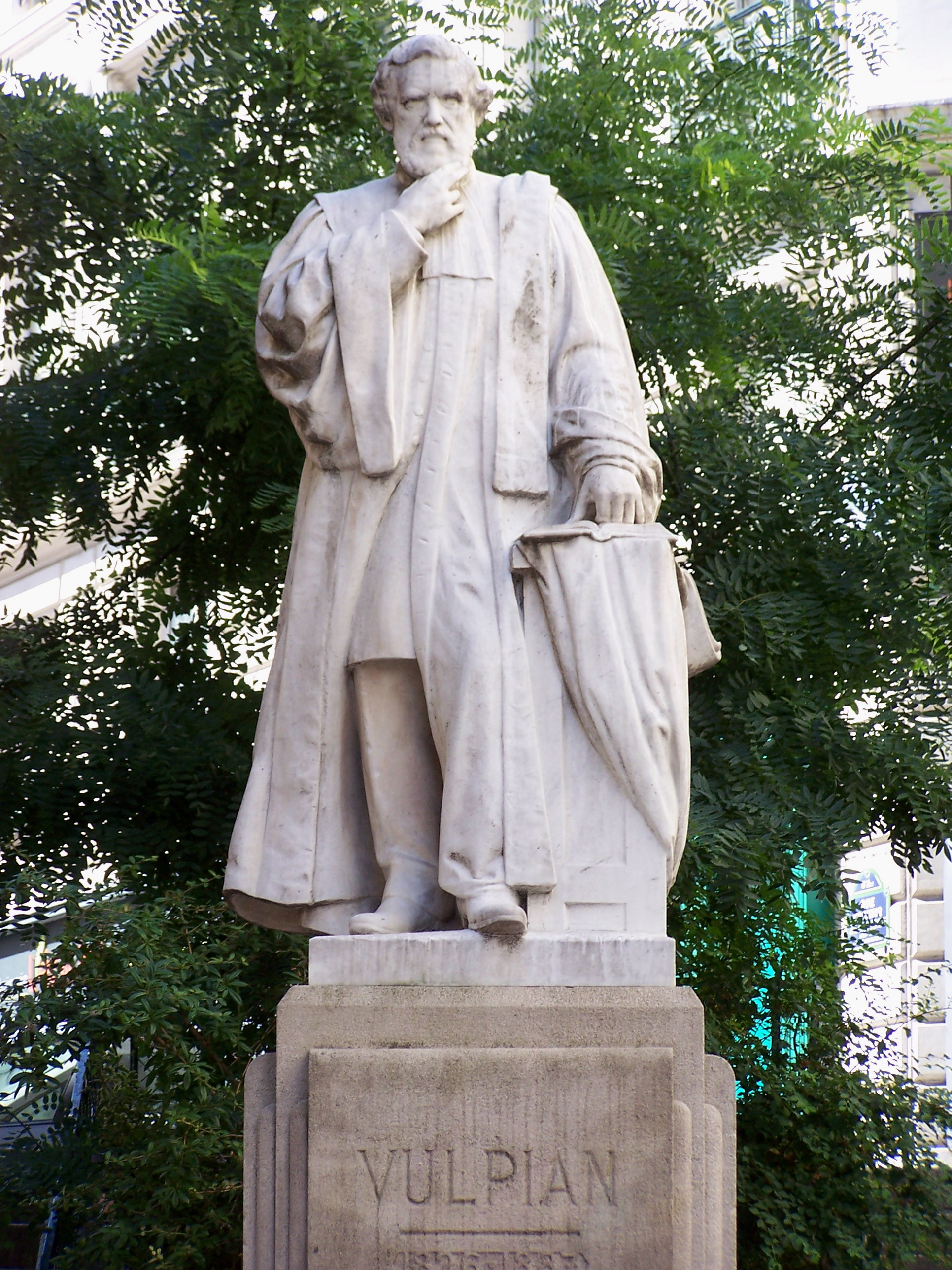
La statue en pied de Vulpian.
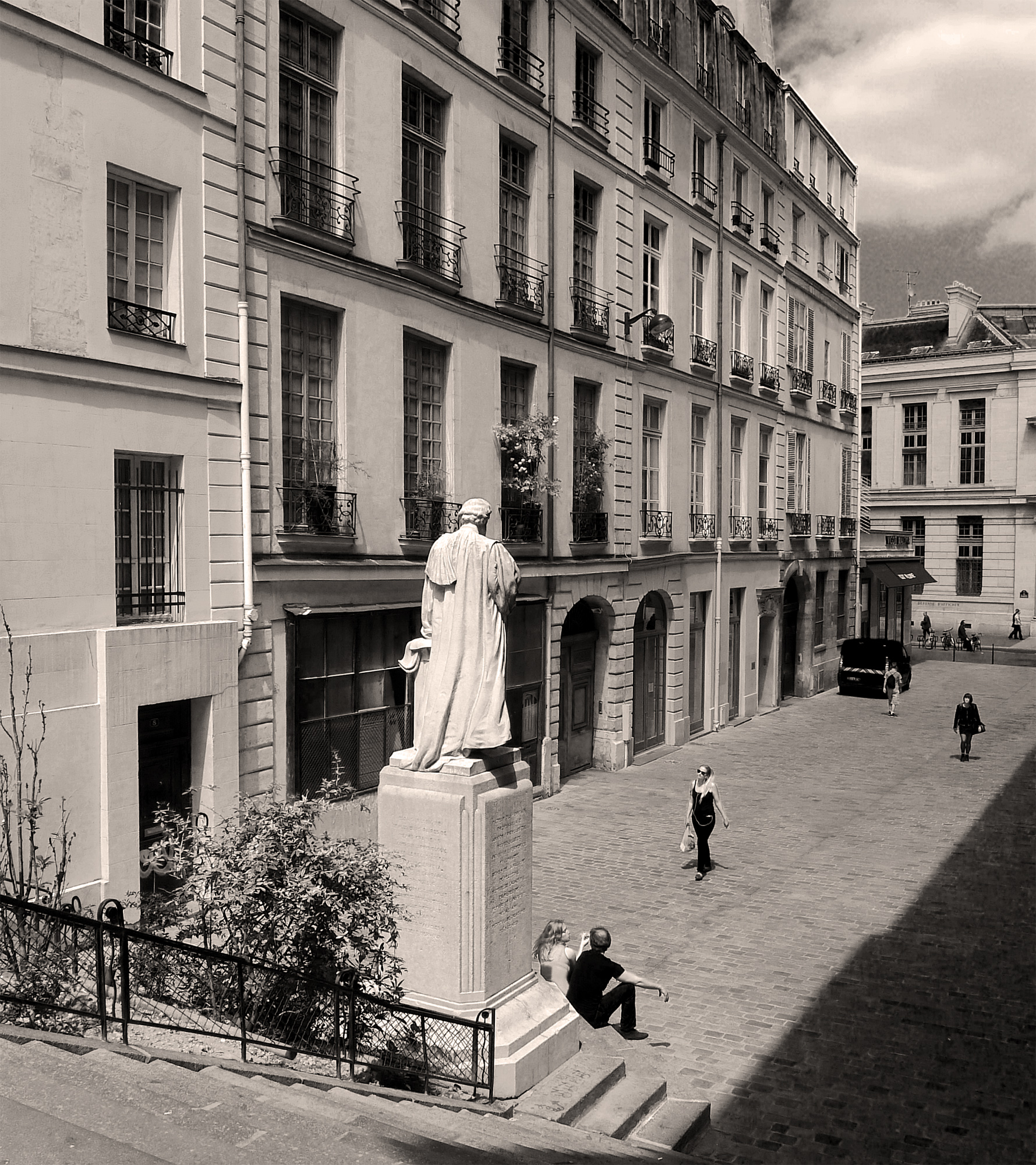
Le côté des numéros pairs de la rue, avec les nos 4 et 6 au centre de l'image.

- L'écrivain Jules Lévy y a vécu. Le 1er octobre 1882, il y organise durant quelques heures la première exposition officielle des « Arts incohérents »[7].
- Dans le film La Vérité (1960) d'Henri-Georges Clouzot, Brigitte Bardot et Sami Frey descendent les marches de la rue et entrent dans un hôtel au bas des escaliers[8].
- La rue servit de lieu de tournage au film Un peu de soleil dans l'eau froide (1971) de Jacques Deray, tiré du roman homonyme de Françoise Sagan. L'appartement des amours parisiennes de Nathalie (Claudine Auger) et de Gilles (Marc Porel) donne sur cette rue, et diverses scènes permettent de voir le lieu au début des années 1970.